# هاتون کاسا (آرکیپا)
هاتون کاسا (به اسپانیایی: Hatun Q'asa) یک کوه در پرو است که در Peru, Arequipa Region, Condesuyos Province واقع شده‌است. هاتون کاسا ۴٬۸۰۰ متر بالاتر از سطح دریا واقع شده‌است.